# Arno von Oheimb
Adolf (Arno) Leonhard Hermann von Oheimb (ur. 6 lutego 1882 w Woislawitz, zm. w czerwcu 1958) – niemiecki geolog i botanik, właściciel i kierownik arboretum w Wojsławicach.

## Życiorys
Syn Fritza von Oheimba. Ukończył studia geologiczne, był dyrektorem kilku kopalń na Górnym Śląsku, należących do książąt von Donnersmarck i kierował szkołą górniczą w Pyskowicach. W 1928 po śmierci ojca zrezygnował z pracy geologa i zajął się Arboretum w Wojsławicach. Kierował nim i pracował tam do sierpnia 1946, gdy opuścił Wojsławice.